# Brookville (Pennsylvania)
Brookville è un comune (borough) degli Stati Uniti d'America, situato nello stato della Pennsylvania, nella contea di Jefferson, della quale è il capoluogo.